# کاپا گاوران
کاپا گاوران یک ستاره است که در صورت فلکی گاوران قرار دارد.